# Склоди-Борове
Склоди-Борове (пол. Skłody Borowe) — село в Польщі, у гміні Нові Пекути Високомазовецького повіту Підляського воєводства.
Населення — 103 особи (2011).
У 1975-1998 роках село належало до Ломжинського воєводства.

## Демографія
Демографічна структура станом на 31 березня 2011 року:
|          | Загалом | Допрацездатний вік | Працездатний вік | Постпрацездатний вік |
| -------- | ------- | ------------------ | ---------------- | -------------------- |
| Чоловіки | 51      | 5                  | 33               | 13                   |
| Жінки    | 52      | 10                 | 29               | 13                   |
| Разом    | 103     | 15                 | 62               | 26                   |